# ۱۲۹۱ (میلادی)

## رویدادها
- زمین‌لرزه شیراز. گفته شده‌است که زمین‌لرزه‌ای در سال ۶۹۰ ق آسیب‌هایی به مسجد نو در شیراز رساند.
- پایان جنگ‌های صلیبی بین مسیحیان و مسلمانان.
- تأسیس کنفدراسیون سوئیس با سیستم فعلی (هر سال یک رئیس‌جمهور از بین هفت نفر عضو شورای فدرالی)